# Уилер, Эрика (баскетболистка)
Эрика Уилер (англ. Erica Wheeler; род. 2 мая 1991 года, Майами, Флорида, США) — американская профессиональная баскетболистка, которая выступает в женской национальной баскетбольной ассоциации за команду «Сиэтл Шторм». На драфте ВНБА 2013 года не была выбрана ни одной из команд. Играет на позиции разыгрывающего защитника.

## Ранние годы
Эрика родилась 2 мая 1991 года в городе Майами (штат Флорида) в семье Эрика Уилера и Мелиссы Купер, а училась в соседнем городе Мирамар в академии Паркуэй, в которой выступала за местную баскетбольную команду.